# Ogród Majorelle

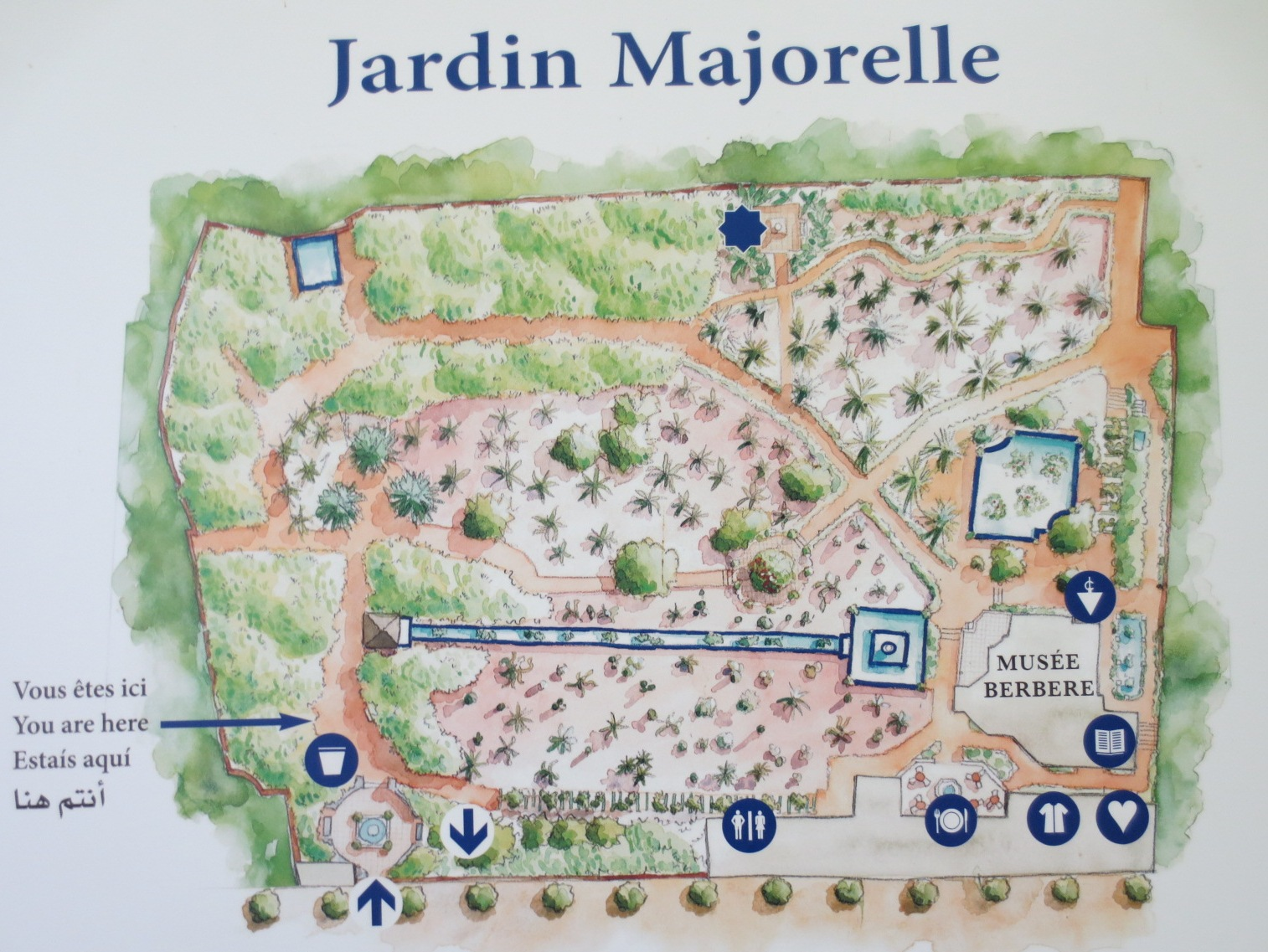
Plan ogrodu

Ogród Majorelle (ar. حديقة ماجوريل, tamazight: ⵓⵔⵜⵉ ⵎⴰⵊⵓⵔⵉⵍ, fr. Jardin Majorelle) – ogród znajdujący się w Marrakeszu w Maroku. Od 1923 roku jego właścicielem i projektantem był francuski orientalista Jacques Majorelle, który zakupił  posiadłość i mieszkał w niej przez prawie 40 lat.  W latach 80. XX wieku nieruchomość zakupili i odnowili  Yves Saint-Laurent i Pierre Bergé.  Dziś kompleks ogrodowo-willowy jest otwarty dla publiczności. W willi mieści się Muzeum Sztuki Islamu w Marrakeszu, Muzeum Berberów, a obok otwarto Muzeum Yvesa Saint Laurenta.

## Historia
Jacques Majorelle przyjechał do Maroka w 1917 roku, gdy został zdemobilizowany z wojska z powodu problemów zdrowotnych. Po krótkim pobycie w Casablance wyjechał do Marrakeszu, który zauroczył go żywymi kolorami i życiem ulicznym. Po podróży po Afryce Północnej i basenie Morza Śródziemnego podjął decyzję o zamieszkaniu na stałe w Marrakeszu. W 1919 roku ożenił się z Andrée Longueville i razem zamieszkali w Afryce. W 1923 roku kupił działkę w Marrakeszu i zbudował na niej dom w stylu mauretańskim oraz warsztaty, w których wytwarzał galanterię skórzaną, malowane meble i inne wyroby rzemieślnicze. W 1931 roku zamówił u architekta Paula Sinoira projekt kubistycznej willi, która została zbudowana obok domu w stylu mauretańskim. W 1937 roku pomalował ją na jaskrawe kolory, wśród których dominuje niebieski nazywany bleu Majorelle. Stopniowo powiększał posiadłość dokupując ziemię. Wokół rezydencji stworzył ogród, który otrzymał nazwę Jardins Majorelle (Ogród Majorelle). Ogród, który rozwijał przez prawie 40 lat stał się dziełem jego życia. Ponieważ jego utrzymanie było kosztowne, w 1947 roku Majorelle udostępnił go za opłatą publiczności. W 1956 roku rozwiódł się, a w 1961 roku po wypadku samochodowym, z powodu braku środków sprzedał część posiadłości. Po jego śmierci w 1962 roku pozbawiony opieki ogród niszczał. Chociaż projektanci mody Yves Saint-Laurent i Pierre Bergé odkryli go 4 lata po śmierci Majorelle, na zakup zdecydowali się dopiero w 1980 roku, gdy groziło mu zniszczenie i budowa  w tym miejscu hotelu. Zmienili nazwę willi na Villa Oasis i zaopiekowali się ogrodem. Podczas otwarcia Muzeum Berberów w 2011 roku ówczesny minister kultury Francji Frédéric Mitterrand umieścił na budynku Willi Oasis tablicę informującą, że budynek otrzymał znak Maison des Illustres. Oznacza to, że jest to miejsce związane z osobą ważną dla Francji. Było to pierwsze miejsce poza terytorium tego kraju, któremu przyznano to wyróżnienie.

## Zarząd
W 2001 roku powstało stowarzyszenie Jardin Majorelle, które w listopadzie 2010 roku przekształciło się w fundację. Należy ona do działającej we Francji Fundacji Pierre Bergé – Yves Saint Laurent.

## Ogród
Ogrody zajmują 9000 m². Majorelle obsadził je egzotycznymi okazami roślin z różnych zakątków świata. Wśród 135 gatunków roślin z pięciu kontynentów znalazły się kaktusy, jukki, jaśmin, bugenwillie, palmy, bananowce, grzybienie, bambusy i inne. Po zakupie Yves Saint-Laurent i Pierre Bergé zwiększyli liczbę gatunków roślin do trzystu, zainstalowali automatyczne nawodnienie, a do utrzymania ogrodu zatrudnili 20 ogrodników. Ogrody są otwarte dla publiczności. Zyski są wykorzystywane na finansowanie nowych projektów. Ogrody są jedną z atrakcji turystycznych w Marrakeszu i odwiedza je rocznie ponad 700 tysięcy turystów.

## Muzeum Berberów
3 grudnia 2011 roku w dawnym warsztacie Majorelle zostało otwarte Muzeum Berberów. W czterech pomieszczeniach prezentowane są zbiory, składające się z ponad 600 eksponatów, które zebrali Pierre Bergé i Yves Saint Laurent, zafascynowani sztuką tego ludu.

## Muzeum Sztuki
Dawne warsztaty Majorelle są siedzibą Islamskiego Muzeum Sztuki w Marrakeszu, w którym jest prezentowana kolekcja tkanin Afryki Północnej z osobistej kolekcji Saint-Laurenta, ceramika i biżuteria.

## Muzeum Saint Laurenta
W październiku 2017 roku zostało otwarte Muzeum Yves Saint Laurenta. Obok ogrodów powstał nowy budynek zaprojektowany przez paryską firmę Studio KO. Prochy Saint Laurenta po jego śmierci zostały rozrzucone w ogrodzie różanym ogrodu Majorelle. W ogrodzie ustawiono pomnik dla upamiętnienia jego imienia, a w 2010 roku ulicę przy wejściu do ogrodu nazwano jego imieniem. 

## Ogród w kulturze
Gdy w 2014 roku powstał film Jalila Lesperta Yves Saint Laurent część zdjęć została nakręcona w willi Oasis.